# Prima Categoria Marche 1966-1967
Il campionato di calcio di Prima Categoria 1966-1967 è stato il V livello del campionato italiano. A carattere regionale, fu l'ottavo campionato dilettantistico con questo nome dopo la riforma voluta da Zauli del 1958.
Questi sono i gironi organizzati dal Comitato Regionale Marchigiano per la regione Marche.

## Girone A

### Squadre partecipanti
| Squadra                 | Città (provincia)        | Stagione precedente |
| ----------------------- | ------------------------ | ------------------- |
| S.P. Alma Juventus      | Fano (PS)                |                     |
| Ava Victoria Montecchio | Pesaro                   |                     |
| A.S. Biagio Nazzaro     | Chiaravalle (AN)         |                     |
| Pol. Cagliese           | Cagli (PS)               |                     |
| S.S. Enzo Andreanelli   | Ancona                   |                     |
| U.S. Falco              | Acqualagna (PS)          |                     |
| A.S. Falconarese        | Falconara Marittima (AN) |                     |
| S.S. Forsempronese      | Fossombrone (PS)         |                     |
| A.C. Gallo Petriano     | Gallo di Petriano (PS)   |                     |
| Gherardi Jesi           | Jesi (AN)                |                     |
| U.S. Junior             | Ancona                   |                     |
| S.S. Matelica           | Matelica (MC)            |                     |
| C.S.I. Momet            | Fano (PS)                |                     |
| U.S. Pergolese          | Pergola (PS)             |                     |
| A.S. Urbino             | Urbino                   |                     |
| U.S. Vigor Senigallia   | Senigallia (AN)          |                     |

### Classifica finale
|  | Pos. | Squadra             | Pt | G  | V  | N  | P  | GF | GS | DR  |
|  | ---- | ------------------- | -- | -- | -- | -- | -- | -- | -- | --- |
|  | 1.   | Urbino              | 49 | 30 | 22 | 5  | 3  | 70 | 23 | +47 |
|  | 2.   | Fano                | 48 | 30 | 20 | 8  | 2  | 52 | 12 | +40 |
|  | 3.   | Vigor Senigallia    | 38 | 30 | 16 | 6  | 8  | 51 | 27 | +24 |
|  | 4.   | Falco               | 36 | 30 | 13 | 10 | 7  | 45 | 31 | +14 |
|  | 5.   | Forsempronese       | 36 | 30 | 14 | 8  | 8  | 35 | 25 | +10 |
|  | 6.   | Falconarese         | 35 | 30 | 12 | 11 | 7  | 26 | 19 | +7  |
|  | 7.   | Gherardi Jesi       | 34 | 30 | 14 | 6  | 10 | 38 | 32 | +6  |
|  | 8.   | Pergolese           | 29 | 30 | 10 | 9  | 11 | 31 | 33 | -2  |
|  | 9.   | Gallo Petriano      | 27 | 30 | 10 | 7  | 13 | 28 | 38 | -10 |
|  | 9.   | Victoria Montecchio | 27 | 30 | 11 | 5  | 15 | 37 | 44 | -7  |
|  | 11.  | Junior              | 26 | 30 | 9  | 8  | 12 | 21 | 30 | -9  |
|  | 12.  | CSI Momet Fano      | 25 | 30 | 6  | 13 | 11 | 16 | 27 | -11 |
|  | 13.  | Biagio Nazzaro (-1) | 22 | 30 | 6  | 11 | 13 | 27 | 39 | -12 |
|  | 14.  | Matelica            | 20 | 30 | 6  | 8  | 16 | 28 | 60 | -32 |
|  | 14.  | Cagliese            | 20 | 30 | 6  | 8  | 16 | 21 | 41 | -20 |
|  | 16.  | Enzo Andreanelli    | 7  | 30 | 1  | 5  | 24 | 9  | 55 | -46 |

Legenda:
      Ammesso alle finali regionali.
      Successivamente ammesso in Serie D.
      Retrocesso in Seconda Categoria.
Regolamento:
Due punti a vittoria, uno a pareggio, zero a sconfitta.
Pari merito in caso di pari punti.
Note:
Biagio Nazzaro ha scontato 1 punto di penalizzazione in classifica per una rinuncia.

## Girone B

### Squadre partecipanti
| Squadra                   | Città (provincia)        | Stagione precedente |
| ------------------------- | ------------------------ | ------------------- |
| Atletico Porto d'Ascoli   | Porto d'Ascoli (AP)      |                     |
| G.S. Castelfidardo        | Castelfidardo (MC)       |                     |
| S.S. Corridonia           | Corridonia (MC)          |                     |
| A.S. Cuprense             | Cupra Marittima (AP)     |                     |
| A.C. Elpidiense           | Sant'Elpidio a Mare (AP) |                     |
| S.S. Ennio Passamonti     | Camerino (MC)            |                     |
| Giorgiana Macerata        | Macerata                 |                     |
| U.S. Loreto Calcio        | Loreto (AN)              |                     |
| S.S. Montegiorgio         | Montegiorgio (AP)        |                     |
| U.S. Osimana              | Osimo (AN)               |                     |
| S.S. Piano San Lazzaro    | Ancona                   |                     |
| S.S. Potenza Picena       | Potenza Picena (MC)      |                     |
| S.S. Pro Calcio P. Pellei | Ascoli Piceno            |                     |
| U.S. Recanatese           | Recanati (MC)            |                     |
| U.S. Sangiorgese          | Porto San Giorgio (AP)   |                     |
| S.S. Settempeda           | San Severino Marche (MC) |                     |

### Classifica finale
|  | Pos. | Squadra              | Pt | G  | V  | N  | P  | GF | GS | DR  |
|  | ---- | -------------------- | -- | -- | -- | -- | -- | -- | -- | --- |
|  | 1.   | Elpidiense           | 48 | 30 | 20 | 8  | 2  | 42 | 9  | +33 |
|  | 2.   | Sangiorgese          | 46 | 30 | 18 | 10 | 2  | 53 | 14 | +39 |
|  | 3.   | Osimana              | 37 | 30 | 12 | 13 | 5  | 36 | 21 | +15 |
|  | 3.   | Loreto               | 37 | 30 | 15 | 7  | 8  | 35 | 22 | +13 |
|  | 5.   | Settempeda           | 35 | 30 | 12 | 11 | 7  | 36 | 22 | +14 |
|  | 6.   | Castelfidardo        | 32 | 30 | 12 | 8  | 10 | 31 | 27 | +4  |
|  | 6.   | Piano San Lazzaro    | 32 | 30 | 12 | 8  | 10 | 35 | 33 | +2  |
|  | 8.   | Pro Calcio P. Pellei | 31 | 30 | 10 | 11 | 9  | 34 | 23 | +11 |
|  | 9.   | Recanatese           | 29 | 30 | 8  | 13 | 9  | 22 | 19 | +3  |
|  | 10.  | Potenza Picena       | 28 | 30 | 9  | 10 | 11 | 30 | 31 | -1  |
|  | 11.  | Porto d'Ascoli       | 26 | 30 | 7  | 12 | 11 | 26 | 29 | -3  |
|  | 11.  | Cuprense             | 26 | 30 | 7  | 12 | 11 | 25 | 29 | -4  |
|  | 13.  | Giorgiana Macerata   | 24 | 30 | 8  | 8  | 14 | 28 | 43 | -15 |
|  | 14.  | Montegiorgio         | 21 | 30 | 8  | 5  | 17 | 27 | 47 | -20 |
|  | 15.  | Ennio Passamonti     | 17 | 30 | 3  | 11 | 16 | 14 | 57 | -43 |
|  | 16.  | Corridonia           | 11 | 30 | 4  | 3  | 23 | 15 | 54 | -39 |

Legenda:

      Ammesso alle finali regionali.
      Retrocesso in Seconda Categoria.
Note:

Due punti a vittoria, uno a pareggio, zero a sconfitta.
Pari merito in caso di pari punti.

## Finali regionali
- Urbino batte Elpidiense promosso in D